# Джанет Мактиър
Джанет Мактиър (на английски: Janet McTeer) е британска актриса. 

## Биография
Джанет Мактиър е родена на 5 август 1961 година в Нюкасъл ъпон Тайн, Великобритания. Тя е дъщеря на Джийн (родена Морис) и Алън Мактиър и прекарва детството си в Йорк.  Тя посещава вече несъществуващата гимназия за момичета на кралица Ан и работи в „Old Starre Inn“, в Йорк Минстър и в Йорк Роял театър.  Тя играе на местно ниво в театър „Джоузеф Роунтри“, след което се обучава в Кралската академия за драматично изкуство, започвайки успешна театрална кариера с театър „Кралски обмен“, след като завършва. 

### Кариера
Джанет Мактиър прави своя дебют на професионално ниво през 1984 г. и е номинирана за наградата „Оливър“ (Olivier) за най-добър новодошъл през 1986 г. за „Благодатта на Мери Траверс“. Другите ѝ театрални роли включват Елена във „Вуйчо Ваня“ (Лондон), Вероника в „Богът на Касапницата“ (Лондон и Ню Йорк) и главната роля в „Мария Стюарт“ (Лондон и Ню Йорк), с която печели втора награда за драматично бюро през 2009 г.
През 1997 г. тя печели наградата „Тони“ за най-добра актриса в пиеса, наградата „Оливие“ за най-добра актриса и наградата „Драма бюро“ за изключителна актриса в пиеса за ролята си на Нора в „Куклен дом“ (1996-1997). Тя също печели награда „Златен глобус за най-добра актриса в мюзикъл или комедия“ и е номинирана за наградата „Оскар за най-добра поддържаща женска роля“ за ролята си на Мери Джо Уокър във филма „Бурени“(1999).
По телевизията тя участва в главната роля на „Губернаторът“ на Линда Ла Планте (1995–1996) и получава номинация за наградата „Еми“ за „Бурята“ (2009) и номинация за „Златен глобус“ за „Бялата кралица“ (2013). Тя се появи с Глен Клоуз във финалния сезон на драматичния сериал „Щети“ (2012).

### Признание
Джанет Мактиър е назначен за офицер на Орден на Британската империя (OBE), наградена е за рождения ден на кралицата през 2008 г.

## Избрана филмография
| година | филм                     | оригинално заглавие             | роля                          | режисьор         |
| ------ | ------------------------ | ------------------------------- | ----------------------------- | ---------------- |
| 2005   | Земя на приливите        | Tideland                        | Дел                           | Тери Гилиъм      |
| 2012   | Жената в черно           | The Woman in Black              | Елизабет Дейли                | Джеймс Уоткинс   |
| 2014   | Господарка на злото      | Maleficent                      | разказвач, възрастната Аврора | Робърт Стромбърг |
| 2015   | Дивергенти 2: Бунтовници | The Divergent Series: Insurgent | Едит Прайър                   | Роберт Швентке   |
| 2016   | Аз преди теб             | Me Before You                   | Камила Трейнър                | Теа Шарок        |